# Dzierżoniów Śląski
Dzierżoniów Śląski (německy Reichenbach) je hlavním nádražím pro okresní město Dzierżoniów. Slouží již od roku 1855 (do r. 1945 jako Reichenbach, do r. 1946 jako Rychbach).

## Popis nádraží
Ve staniční budově se nachází bar a prodejna lístků (dnes již nefungující). U samotného nádraží pak najdete dvě nástupiště spojené podchodem.